# Raparna tritonias
Raparna tritonias är en fjärilsart som beskrevs av George Francis Hampson 1902. Raparna tritonias ingår i släktet Raparna och familjen nattflyn. Inga underarter finns listade.